# Alí ibn al-Athír
Alí ibn al-Athír (1160 Cizre–1233 Mosul) byl v Turecku narozený a v Iráku a Sýrii působící historik a životopisec islámského zlatého věku. Jeho hlavním dílem byla jedenáctidílná historie světa Al-Kamil fi at-Tarikh (v překladu: Úplná historie). Dlouho byla považována za základní dílo islámské historiografie, až ve 20. století byla objevena její odvozenost. Kniha Usd al-ghabah fi marifat al-Saḥabah je životopisem Mohameda a 7554 jeho současníků. Byl znám též jako odborník na hadíthy (ústně uchovávané výpovědi o činech a skutcích Mohameda, základní pramen sunny). Uvádí se, že pocházel z arabského kmene Banu Bakr, jiné zdroje hovoří o jeho kurdském původu. Žil především v Aleppu, Damašku, Bagdádu a Mosulu, kde i zemřel. Jeho hrobka byla znesvěcena členy Islámského státu v Iráku a Levantě v červnu 2014. Významnými osobnostmi byli i jeho bratři Majd al-Dīn ibn al-Athīr (1149–1210) a Ḍiyāʾ al-Dīn ibn al-Athīr (1163–1239), známý autor, který pracoval pro Saladina a stal se vezírem Saladinova syna Al-Malik al-Afḍala.